# Голубков Михайло Євстахійович
Михайло Євстахійович Голубков (21 листопада 1918, місто Путивль, тепер Конотопського району Сумської області — ?) — український радянський діяч, 1-й секретар Івано-Франківського міського комітету КПУ.

## Біографія
Народився 21 листопада 1918 року (за даними газети «Прикарпатська правда» — в 1911 році).
З січня 1940 до червня 1942 року — в Червоній армії, учасник німецько-радянської війни з серпня 1941 до лютого 1942. Служив політичним керівником (політруком) роти 548-го окремого саперного батальйону 255-ї стрілецької дивізії 6-ї армії Південно-Західного фронту. 18 лютого 1942 року у боях біля міста Барвінкове був важко поранений в ліву руку та ногу. Лікувався у військових госпіталях, у червні 1942 року був комісований із армії як інвалід війни 2-ї групи.
Член ВКП(б) з 1943 року.
На 1945—1946 роки — завідувач відділу агітації та пропаганди Липово-Долинського районного комітету КП(б)У Сумської області.
Потім перебував на партійній роботі в Станіславській області.
У 1961—1969 роках — 1-й секретар Станіславського (з 1962 року — Івано-Франківського) міського комітету КПУ.
Подальша доля невідома. На 1985 рік — персональний пенсіонер.

## Звання
- молодший політрук
- підполковник

## Нагороди
- орден Вітчизняної війни І ст. (6.04.1985)
- орден Вітчизняної війни ІІ ст. (6.08.1946)
- медаль «За оборону Кавказу»
- медаль «За перемогу над Німеччиною у Великій Вітчизняній війні 1941—1945 рр.» (1945)
- медалі
- Почесна грамота Президії Верховної Ради Української РСР (1962)